# わざと忌み家を建てて棲む
『わざと忌み家を建てて棲む』（わざといみやをたててすむ）は、三津田信三による日本のホラー小説。
脱稿は2017年2月。単行本は、2017年7月20日に中央公論新社より書き下ろしで刊行された。発売後まもなく、重版が決定した。装幀は鈴木久美が、装画は谷川千佳が担当している。著者の三津田は、「すべてを細かく書かずに、謎のまま放置している部分がある。このような、良い具合に放りっぱなしの感じが、恐怖を高めるためには必要だと考えている」と述べている。
2014年には、姉妹編『どこの家にも怖いものはいる』が刊行されている。

## あらすじ
序章
横浜のビアバーで、〈僕〉は三間坂から、かつて八真嶺という資産家が、いわくのある複数の家や部屋を一軒にまとめて建て直し、〈烏合（うごう）邸〉と名付けられたその家に人が暮らすとどうなるか、という実験を行ったことがあるらしい、という話をきく。
黒い部屋 ある母と子の日記
〈私〉は、もとは団地の一室だったらしい〈黒い部屋〉に、ひとり息子と一緒に引っ越してくる。住み始めてまもなく、部屋やその周辺で妙な現象が起きるようになる。
白い屋敷 作家志望者の手記
幡杜は、田舎の旧家を思わせる〈白い屋敷〉に1人で住み始める。彼は、そこで短編小説を執筆するつもりでいた。しかし、彼の周りで変な出来事が起こり始める。
赤い医院 某女子大生の録音
〈私〉は、もとは歯科医院だった〈赤い医院〉と呼ばれる建物を探索する。開始してしばらくすると、妙な現象が起こり始める。
青い邸宅 超心理学者の記録
〈筆者〉は、烏合邸の中にある〈青い邸宅〉と呼ばれる洋風の一軒家の調査を、動体検知カメラなどの調査機器を用いて行う。調査を開始してすぐに、動体検知カメラのシャッターが切られていたことがわかる。
終章
〈僕〉は、三間坂が勤める河漢社で4つの記録を読み直し、三間坂の前で、烏合邸の正体についての推理を述べる。

## 登場人物
〈僕〉
ホラーミステリ作家。
三間坂秋蔵（みまさか しゅうぞう）
河漢社（かかんしゃ）の編集者。
川谷妻華（かわたに つまはる）
女性。
八真嶺（やまみね）
資産家。
嬬花（じゅか）
八真嶺に近い女性。
石部金吉（いしべ かねきち）
棟梁。

### 黒い部屋 ある母と子の日記
〈私〉
女性。〈黒い部屋〉の住人。

### 白い屋敷 作家志望者の手記
幡杜明楽（はたもり あきら）
作家を志望している男。

### 赤い医院 某女子大生の録音
〈私〉
女子大生。

### 青い邸宅 超心理学者の記録
〈筆者〉　
大学の助教授。超心理学の研究者。
サトオ　
少年。

## 書評
テレビディレクターの松木創は、「ホラーとミステリが一瞬にして融合し、神話的色彩を帯びる展開に、またしても驚愕した」と評している。書店員の宇田川拓也は、「忌まわしい残滓というか、何か振り払えないものに憑かれてしまった感触が本を閉じた後にも続く。ホラーファンにはたまらない体験」と評している。スポーツ報知のウェブサイトでは、「4つの家の記録を読み進めた末に導き出される新たな恐怖に、鳥肌が立つ」という書店員の書評が掲載された。